# Antonio Rubén Turi
Antonio Rubén Turi (Nogoyá, 31 de marzo de 1917 - Paraná, 26 de diciembre de 1992) fue un educador, lingüista, poeta, ensayista argentino que se destacó por sus investigaciones sobre lingüística.

## Reseña biográfica
Antonio Rubén Turi estudió en el  Instituto Nacional del Profesorado de Paraná, donde a partir de 1940 dictó clases sobre lengua castellana, Literatura de Europa Meridional e Historia de la Lengua.  Fue miembro del Consejo Consultivo del citado Instituto  y profesor de lingüística en el Instituto del Profesorado Básico de la Universidad Nacional del Litoral en Santa Fe.
Sus investigaciones sobre lingüística, recopiladas en la obra El castellano en nuestros labios,  merecieron el Primer Premio de ensayo por la Dirección de Cultura de Entre Ríos en 1962 y es considerada obra de consulta en La Sorbona
En 1965, a propuesta de quien fuera su profesor, el destacado lingüista Marcos Augusto Morínigo  fue designado Académico Correspondiente en Paraná  de la Academia Porteña del Lunfardo.
En octubre de 1972 la Comisión Ejecutiva de la IIa. Fiesta Nacional de la Tradición, de Paraná,  lo designó para recordar la personalidad de José Hernández, a quien dedicó un romance. Turi, como Hernández, se desempeñó como taquígrafo del Congreso provincial.
Murió en Paraná el 26 de diciembre de 1992.

## Obras
- 1963 - Poesía y las palabras,  revista Presencia, no. 1 Instituto Nacional del Profesorado de Paraná, Paraná, septiembre de 1963[4]
- 1971 - Castellano en nuestros labios. Santa Fe, Arg., Ediciones Colmegna[5]
- 1972 - Romance de la muerte de Don José Hernández,  Paraná, Argentina : Comisión Ejecutiva de la II Fiesta Nacional de la Tradición[6]
- 1975 - Las figuras del habla misionera, de Hugo Amable. Presentación: Antonio Rubén Turi, Santa Fe, Arg  Editorial Colmegna[7]
- 1980 - Indice bibliográfico de autores entrerrianos, Dirección de Cultura de E. Ríos, Área Letras[8]

También publicó artículos en Diario El Litoral (Santa Fe) y El Diario (Paraná)  con el nombre de Rubén Turi 

## Distinciones
- Primer Premio de Ensayo Dirección de Cultura de Entre Ríos - 1962.